# Strømforsyning
 "elforsyning" omdirigeres hertil. For anden mere specialiseret betydning, se elektricitetsforsyningsnet.
| En mindre frit-stående UPS-boks set forfra og bagfra. |  | En mindre frit-stående UPS-boks set forfra og bagfra. |
| En mindre frit-stående UPS-boks set forfra og bagfra. |  |                                                       |

Ordet strømforsyning henviser – overordnet set – til en strømkilde hvorfra man modtager (bliver forsynet med) elektrisk strøm. I princippet leverer en strømforsyning en forholdsvis konstant strøm uafhængig at belastningens størrelse i ohm.
Ordet spændingsforsyning henviser – overordnet set – til en spændingskilde med forholdsvis konstant spænding, hvorfra man kan modtage (bliver forsynet med) elektrisk strøm. Størrelsen af den elektriske strøm afhænger at belastningens størrelse i ohm.
I daglig tale bliver strømforsyning og spændingsforsyning ofte anvendt i flæng. Langt de fleste elektriske forsyninger fungerer som spændingsforsyninger. Ordet elforsyning dækker alle former for elektricitetsforsyning fx spændingsforsyning og strømforsyning.
Man kan tale om et lands strømforsyning. Hermed mener man landets overordnede energiforsyning, altså den industri (sektor) der leverer elektrisk energi til landet eller området.
I elektroniske apparater er strømforsyningen den del af kredsløbet, der leverer strømmen (energien) til resten af apparatet. Skal man sætte sagen på spidsen, er der næsten altid tale om spændingsforsyninger, der giver en fast spænding og det tilkoblede kredsløb trækker så den strøm, der er nødvendig. En egentlig strømforsyning leverer en fast strøm, og det forbrugende netværk skaber så et spændingsfald over sig ud fra dets aktuelle impedans. Ordet strømforsyning er bare mere mundret og har vundet indpas i daglig tale.
Blandt ældre betydninger af ordet kan nævnes: omformer, ensretter, netdel og adapter. Nyere betegnelser er power supply og PSU (power supply unit), sidstnævnte mest fra computerverdenen.
Strømforsyningens opgave er typisk, at omdanne et primært spændingsniveau (f.eks. 230V vekselstrøm fra stikkontakten) til et eller flere andre, som et givet apparat anvender.
Elektroniske strømforsyninger kan antage mange udformninger, fra de helt simple 'klodser' man stopper i en vægkontakt (f.eks. til at oplade en mobiltelefon med), op til de mere avancerede typer, der f.eks. forsyner en computer med mange forskellige spændinger.
Til laboratoriebrug anvender man variable strømforsyninger, der kan indstilles til at fastholde en given spænding, uanset belastningen (inden for ydeevnen). Kaldes også for en variabel spændingsforsyning eller blot laboratoriestrømforsyning..
Der findes en særlig slags strømforsyninger, der, i stedet for at fastholde en bestemt spænding, fastholder en konstant strøm (uanset belastningen) også kaldet konstantstrømsregulatorer. 
Strømforsyninger af den gammendags type er udstyret med en transformator der – via elektromagnetisk udveksling – omdanner (transformerer) en spænding til en anden. En transformator virker kun ved vekselstrøm, og har en forholdsvis dårlig virkningsgrad.
Moderne strømforsyninger er lavet efter switch-mode princippet. Disse kan (alt efter konstruktion) omforme enhver spænding til enhver anden. Ved hjælp af switch-mode teknik kan man f.eks. lave en strømforsyning, der tager 12 V jævnstrøm ind fra et bilbatteri, og giver 230 V vekselstrøm ud. Herved kan man anvende almindelige elektriske husholdningsapparater i bilen.

## Eksempler på specialiserede strømforsyninger
Konstantstrømsregulatorer bruges f.eks. i akkumulatoropladere til opladning af akkumulatorer, (elektroniske) ballastspoler til lysstofrør eller strømforsyninger til lysdiodeer, lysdiodemoduler – og delkredsløb eller software, som kan reagere på brugt ladetid, akkumulatortemperatur, registrering af midlet spændingsfald, forkert spænding (polvendt, for høj, for lav), så akkumulatoren kun får den ladning den kan tåle i det givne miljø. Laderen melder fejl f.eks. hvis akkumulator ikke kan lades.
Specielt ladere til Li-ion og hurtigladere skal måle på hver enkelt celle under opladning (og afladning), da specielt Li-ion kan futte af hvis bare én celle overlades – eller aflades for meget og senere forsøges ladet.

## Strømforsyningsselskaber
Verdens største strømforsyningsselskab, State Grid Corporation of China, ligger i Kina.